# Leptohyphes mandibulus
Leptohyphes mandibulus är en dagsländeart som beskrevs av Baumgardner 2007. Leptohyphes mandibulus ingår i släktet Leptohyphes och familjen Leptohyphidae. Inga underarter finns listade i Catalogue of Life.